# دي فولدن
دي فولدن De Wolden  مدينة وبلدية هولندية تقع في الشمال الشرقي للبلاد بمقاطعة درينته.

## طوبوغرافيا
خريطة طوبوغرافية هولندية لبلدية دي فولدن، 2013.